# Pramanavada
Pramanavada (sanskrit, IAST: pramāṇa-vāda) est une école (vada) de logique et d'épistémologie (pramana): une « doctrine épistémologique». Elle a été fondée par le moine bouddhiste indien Dignaga (480-540 ou 430-500),, dont les travaux ont été commentés par le logicien indien Dharmakīrti, vers le VIIe siècle.